# بترسدن
بترسدن (به انگلیسی: Bethersden) یک روستا و محله مدنی در بریتانیا است که در Ashford واقع شده‌است. بترسدن ۲۶٫۱ کیلومتر مربع مساحت و ۱٬۴۸۱ نفر جمعیت دارد.